# The Sun Insurance Office
RSA Insurance Group es una multinacional británica que actúa en el área de seguros generales, posee más de 17 millones de clientes en 140 países del mundo, la empresa fue creada en 1996 después de la fusión de Sun Alliance con Royal Insurance. La empresa actúa en el área de seguros residenciales, seguros automotrices, seguros de mascotas, etc, RSA Insurance tiene más de 23 mil empleados y facturó más de 14 mil millones de dólares estadounidenses.